# موصل صافني فخذي
يقعُ المَوْصِل الصافني الفخذي (اختصارًا SFJ) عند الفتحة الصافنية في الفخذ، وينشأ من التقاء الوريد الصافن الكبير (GSV) والوريد الفخذي المشترك والأوردة الأربية السطحية. يُعد هذا المَوصِل نقطةً مميزةٌ يلتقي فيها الوريد السطحي مع الوريد العميق والذي قد يحدث فيه قصورٌ في الصمامات الوريدية.

## الهيكلية
قد يقعُ الموصل الصافني الفخذي في ثنية الفخذ، أو في منطقةٍ مساحتها 3×3 سم تقع على ارتفاع 4 سم على الجانب وحتى 3 سم تحت الحدبة العانية.
يمتلك الوريد الصافن الكبير صمامين بالقرب من الموصل الصافني الفخذي؛ أحدهما صمامٌ نهائي (طرفي) يبعدُ حوالي 1-2 ملم من الفتحة إلى الوريد الفخذي، والآخر على بعد حوالي 2 سم.